# NGC 4
NGC 4 là một thiên hà nằm trong chòm sao Song Ngư. Người ta biết rất ít về thiên hà này.